# Lecithin

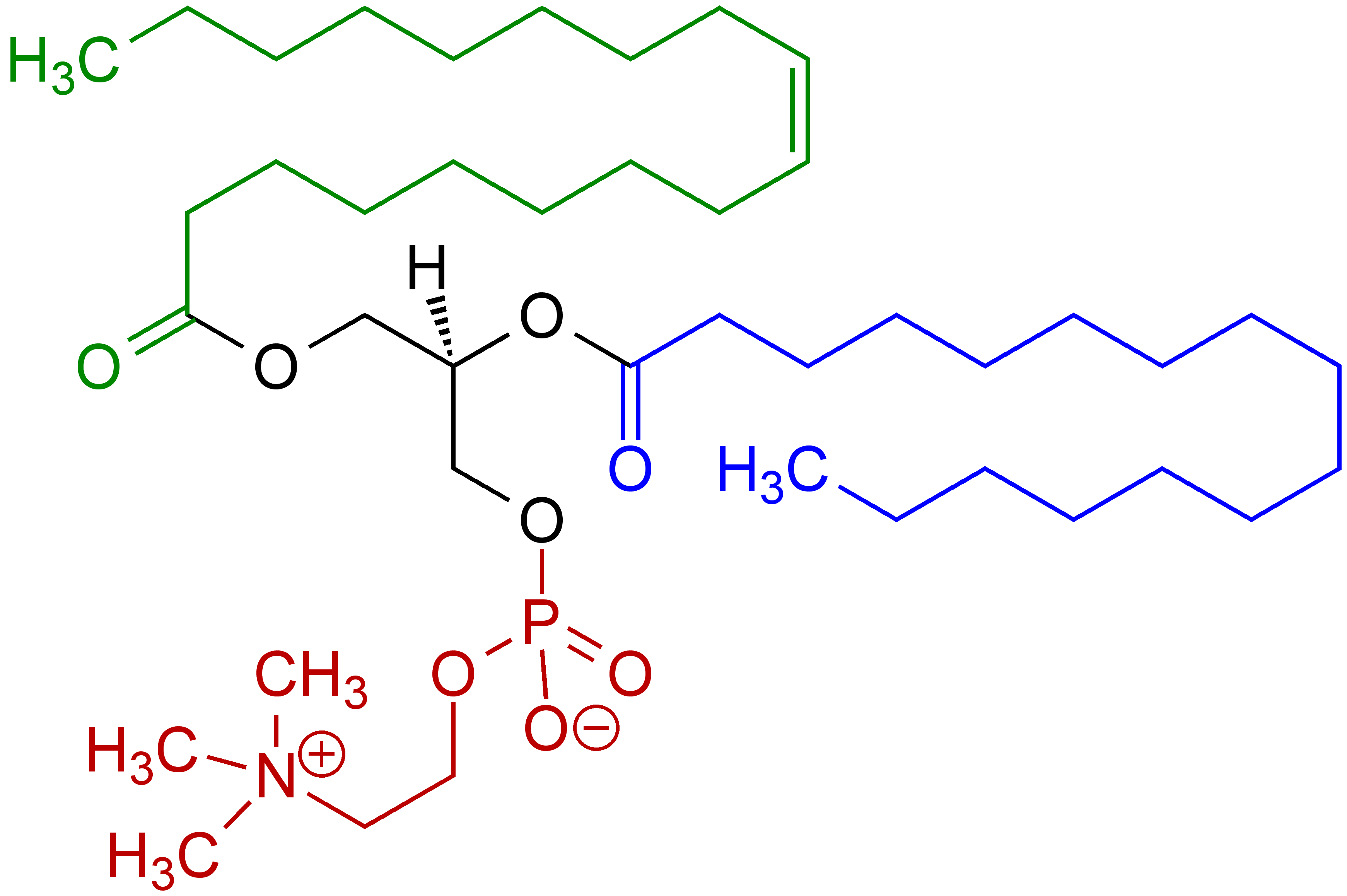
Một ví dụ của một phosphatidylcholine, một loại phospholipid trong lecithin. Màu đỏ - nhóm choline và phosphate; Màu đen - glycerol; Green - axit béo không bão hòa; Xanh biển - axit béo bão hòa

Lecithin là một phospholipid, tham gia vào thành phần cấu tạo màng tế bào. Được sản xuất ở gan.

## Đặc tính và ứng dụng
Lecithin có đặc tính nhũ hóa và chất bôi trơn, và là một chất hoạt động bề mặt .Các thành phần chính của lecithin chiết xuất từ đậu tương là:
- 33–35% dầu đậu nành
- 20–21% phosphatidylinositols
- 19–21% phosphatidylcholine
- 8–20% phosphatidylethanolamine
- 5–11%  phosphatides khác
- 5% carbohydrates
- 2–5% sterols
- 1% độ ẩm

Lecithin làm tăng khả năng hấp thụ thức ăn, là môi trường hòa tan tốt các vitamin A, D, E, K.
Lecithin tinh chiết từ đậu nành là một loại phospholipid là một loại chất béo, góp phần tạo nên vị béo đặc trưng của sữa đậu nành nhưng không phải là hương đậu nành. Lecithin tham gia cấu tạo màng tế bào, tại ruột lecithin nhũ tương hóa giúp hấp thu chất béo và các vitamin A, D, E, K. Lecithin còn là nhân tố kích thích sinh trưởng và giải độc tốt
Lecithin được sử dụng cho các ứng dụng trong thực phẩm cho người, thức ăn gia súc, dược phẩm, sơn và các ứng dụng công nghiệp khác.

## Hình ảnh
